# Thymus algeriensis
{{#ifeq:0|0|{{#if:|{{#if:Thymusalgeriensis|[[]}}|}}}}
Thymus algeriensis — вид рослин родини глухокропивові (Lamiaceae), поширений у Алжирі, Лівії, Марокко, Тунісі.

## Поширення
Поширення: Алжир, Лівія, Марокко, Туніс.